# 金人慶
金人慶（きん じんけい、簡体字：金人庆、繁体字：金人慶、英語：Jin Renqing、ジン・レンチン、1944年7月29日 – 2021年8月28日）は、中華人民共和国の政治家、元財政部長。

## 略歴
1944年7月29日に江蘇省蘇州市に誕生する。1962年に中央財政金融学院に入学し、1966年に卒業した。1972年3月に中国共産党に入党する。長らく雲南省で役人を務め、1991年9月に中華人民共和国財政部副部長、1995年3月に国務院副秘書長、1998年に中華人民共和国国家税務総局局長などを歴任する。
2003年3月に温家宝内閣の財政部長となる。中国経済は1993年から緊縮財政・1998年8月から積極財政を取っていたが、金人慶は2004年5月に財政の中性化を宣言した。金人慶の在職中に中国経済は成長を続け、外貨準備高は増加した。ただしアメリカに対する貿易赤字も増加した。
2007年8月に63歳で財政部長を辞任し、国務院発展研究センター副主任となる。これは胡錦濤総書記の政治腐敗一掃の指示により、女性スキャンダルに関与している疑いがある金人慶が解任されたとも見られている。台湾の女性諜報員と愛人関係を持ったためとも言われている。なお後任の財政部長は謝旭人が充てられる事になった。2009年11月に副主任を免職された。
2021年8月28日、北京市の自宅で火災に遭い死亡。

## その他
本籍は江蘇省蘇州市である。